# Planetarium w Belgradzie

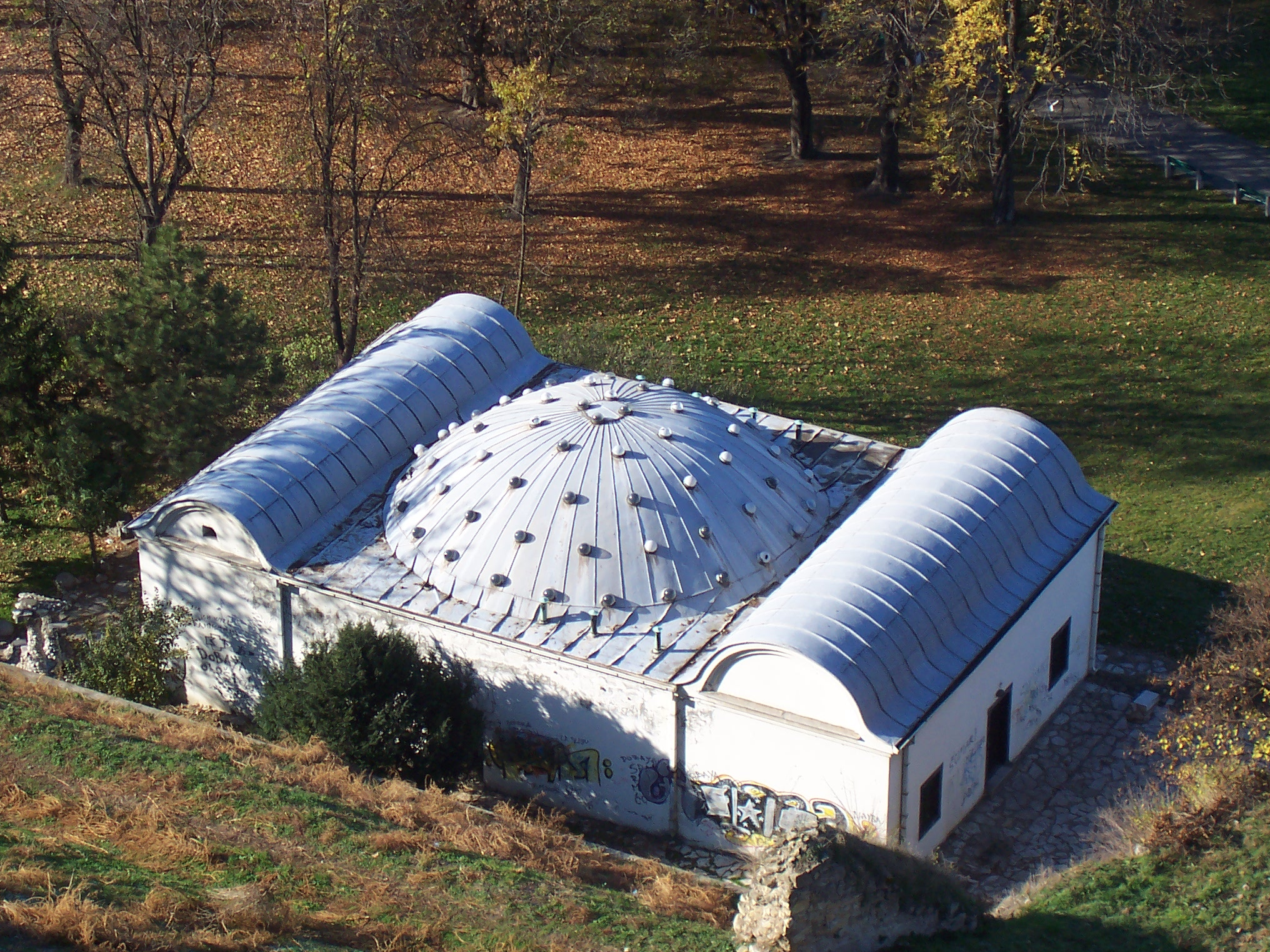
Planetarium w Belgradzie

Planetarium w Belgradzie – jedno z dwóch serbskich planetariów. Utworzone i zarządzane przez Towarzystwo Astronomiczne imienia Ruđera Boškovića. Działa od 1969 (oficjalne otwarcie w 1970).
Z inicjatywy członków Towarzystwa, a z pomocą Tito, w trakcie targów technologicznych jakie odbywały się w 1966 roku w Belgradzie nabyto małe planetarium ZKP-2 firmy Zeiss.
Planetarium zlokalizowano w zaadaptowanym budynku XIX-wiecznych łaźni tureckich. Sklepienie planetarium ma 8 metrów średnicy. Mieści 80 osób.